# St. Marien (Nossendorf)

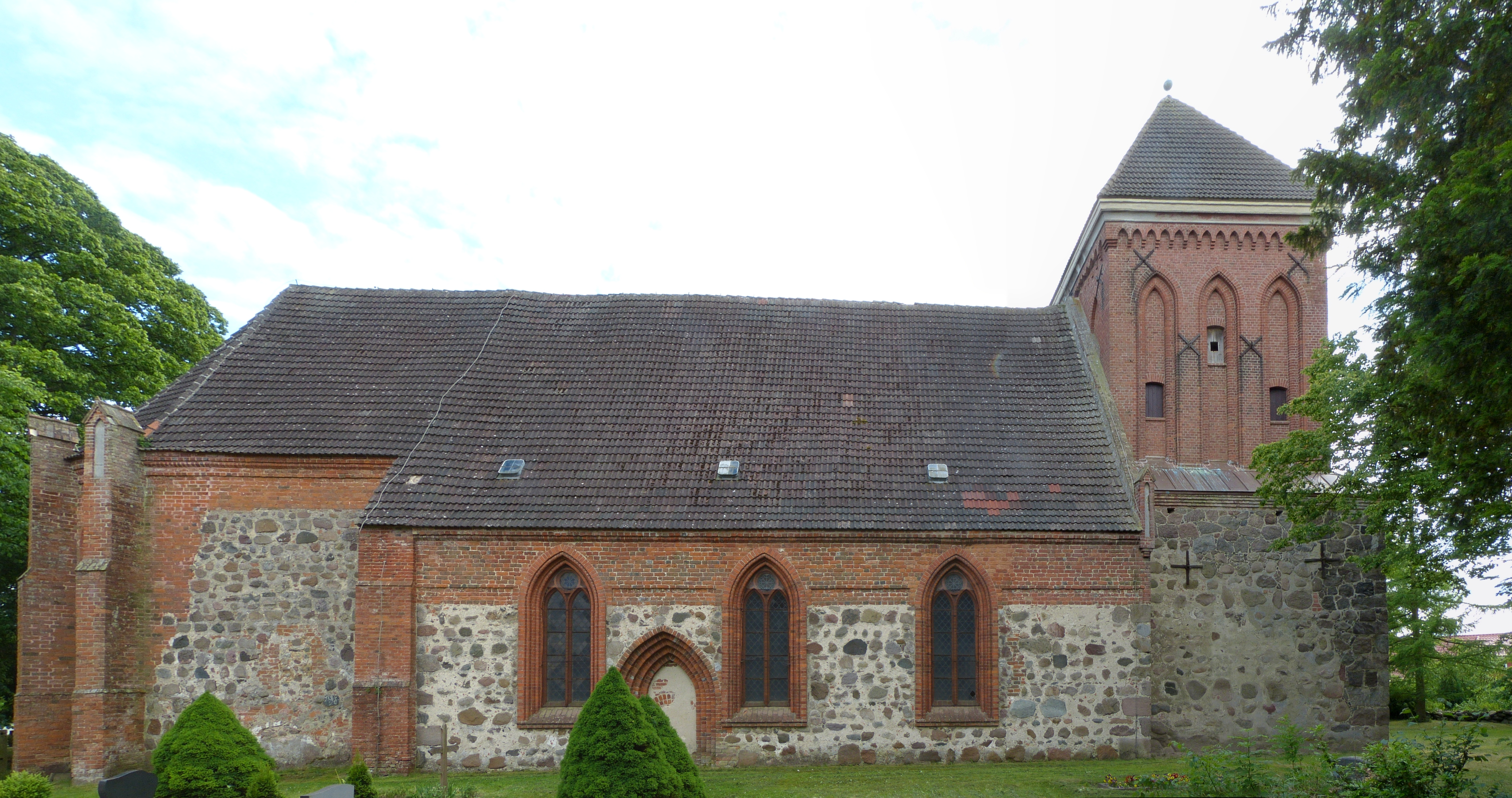
Dorfkirche Nossendorf

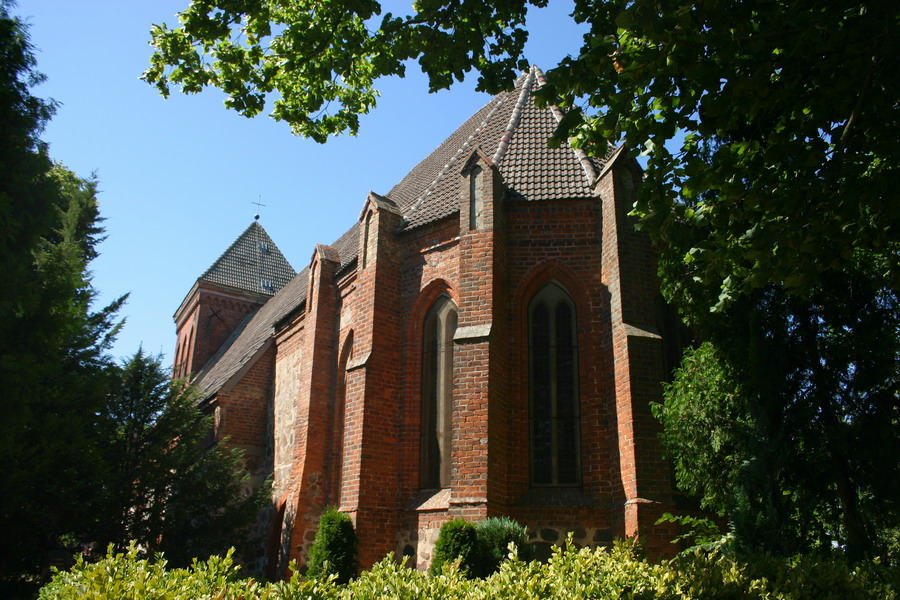
Südostansicht

Die evangelische Dorfkirche St. Marien in Nossendorf im Landkreis Mecklenburgische Seenplatte in Mecklenburg-Vorpommern ist eine gotische Saalkirche. Sie gehört zum Pfarramt Wotenick in der Propstei Demmin im Pommerschen Evangelischen Kirchenkreis der Evangelisch-Lutherischen Kirche in Norddeutschland (Nordkirche).

## Geschichte und Architektur
Die Dorfkirche ist ein flachgedecktes Bauwerk aus der Zeit um 1300, das aus Schiff, leicht eingezogenem Chor in Feldstein- und Portalen aus Backsteinmauerwerk besteht. Der polygonal schließende Chor mit Stützpfeilern über Feldsteinsockel in Backsteinmauerwerk wurde im 14. Jahrhundert erbaut; vermutlich gleichzeitig entstand der westliche Blendengiebel, der durch den nachträglich erbauten Westturm mit einem Untergeschoss in Feldstein und einem bei einer Restaurierung 1880/1881 erbauten Glockengeschoss in Backstein teilweise verdeckt wird. Gleichzeitig wurden die Mauerkronen und die Schiffsfenster erneuert. 
Im Jahre 1945 wurde die Inneneinrichtung der Kirche zu großen Teilen zerstört. Im Jahre 1993 wurde mit der Sanierung der Kirche begonnen, zunächst nur der Gebäudehülle. Die Restaurierung des Chorraums erfolgte 2004. Der hölzerne Turmaufsatz mit Helm wurde 2012 wiederhergestellt. In der Turmhalle befindet sich das ursprüngliche Westportal mit reich profiliertem Gewände, seitlich darüber befindet sich jeweils ein ehemaliges Rundfenster. Die fragmentarisch erhaltenen mittelalterlichen Wandmalereien zeigen unter anderem Wappen. 
Die andauernden Feuchtigkeitsschäden machten eine Restaurierung seit 2018 erforderlich, welche durch die Deutsche Stiftung Denkmalschutz gefördert wurde.

## Ausstattung
Das Hauptstück der Ausstattung ist ein Kanzelaltar aus der Zeit um 1730, der in einem reich geschnitzten Baldachinaufbau Gemälde mit der Kreuzigung und der Gethsemaneszene zeigt. Die sehr schlichte Granittaufe ist aus dem 13. Jahrhundert erhalten. Eine Grabplatte für Gerard de Lynder († 1364) aus Kalkstein zeigt Ritzzeichnungen des Verstorbenen und seiner Mörder. Eine Sakramentsnische mit einem Fragment einer gemalten Kreuzigungsgruppe an der Innenseite der Tür stammt aus der zweiten Hälfte des 14. Jahrhunderts. Im Chor sind Kirchenbänke erhalten, die auf den Wangen mit geschnitzten Evangelistensymbolen verziert sind und von Max Uecker aus Greifswald in der Zeit um 1955/1960 geschaffen wurden.
Zur Ausstattung gehören weiterhin ein silbervergoldeter Kelch aus dem Jahr 1762, eine silbervergoldete Patene aus dem 18. Jahrhundert, eine silberne Oblatendose aus dem Jahr 1696, ein Leuchterpaar aus Zinn aus der Zeit um 1800 sowie ein Messing-Kronleuchter aus der Zeit um 1700.
Die ursprüngliche Orgel von Carl August Buchholz wurde im Jahr 2017 durch die Firma Nussbücker mit neun Registern auf einem Manual und Pedal wiederhergestellt.